# Dietes amazòniques

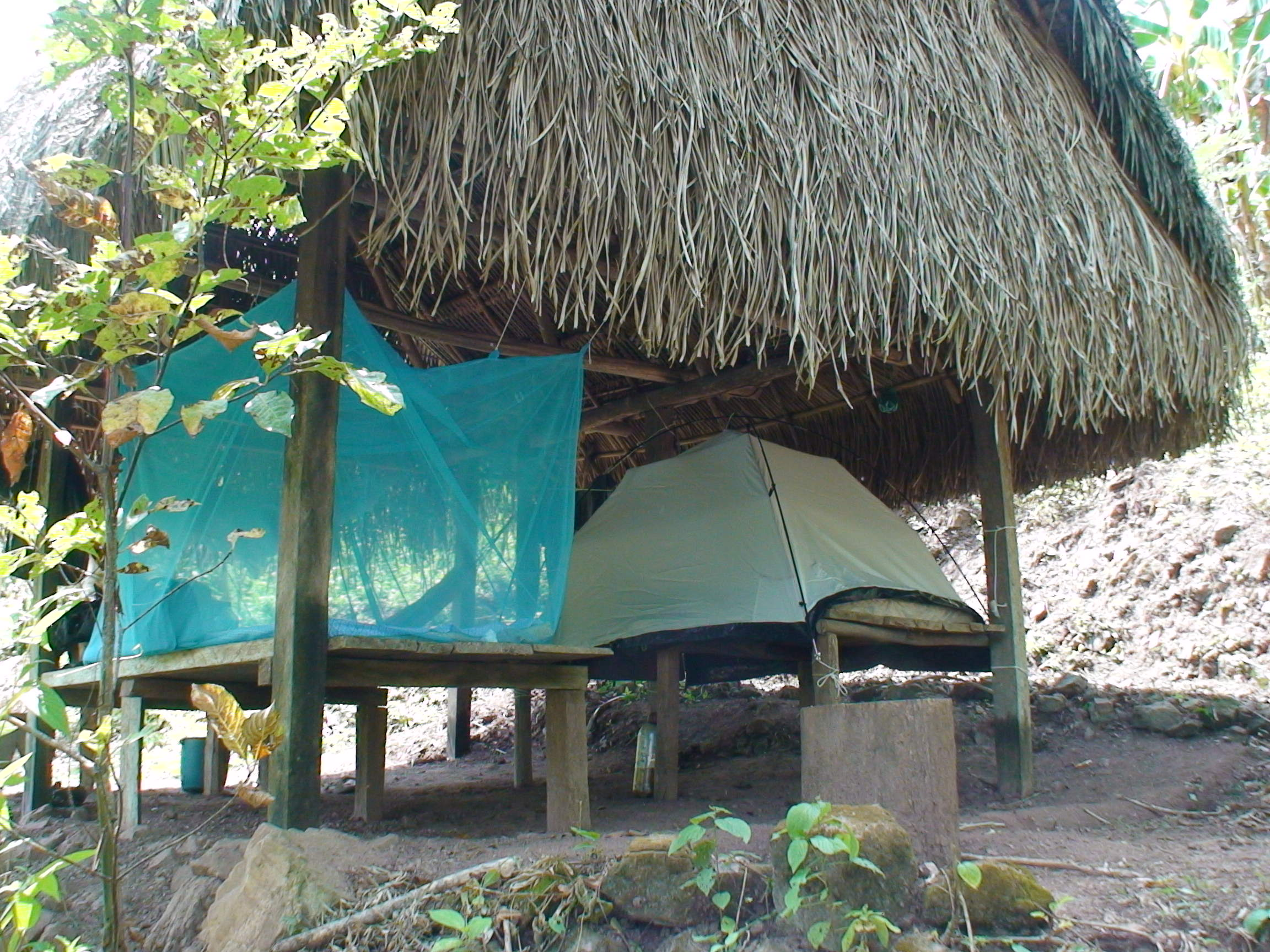
Tambo al Perú per a dieta de plantes mestres.

Les dietes amazòniques també anomenades dietes de plantes mestres formen part de la medicina tradicional amazònica, amb més arrelament i tradició especialment en l'alta i baixa Amazònia peruana, i consisteixen en la ingesta de plantes anomenades "mestres" pels nadius de la zona en un context ritualitzat segons la tradició i els coneixements dels remeiers i mestres vegetalistas de la selva.Si bé el paper principal és la ingestió de la pròpia planta dins d'un context ritual estricte, el nom "dieta" prové de les restriccions dietètiques que acompanyen les pràctiques de la medicina tradicional amazònica.
Alguns autors veuen l'ús terapèutic de les dietes vegetals amazòniques com a pràctiques mèdiques que suposen un repte conceptual al marc racionalista de la ciència occidental.

## Introducció a les dietes de plantes mestres
Les dietes amb les principals plantes de l'Amazones solen durar una setmana, encara que en algunes tradicions poden durar diversos mesos, i en casos excepcionals fins a dos o tres anys. Coneguda com la "Dieta de les plantes d'Amazones", aquestes dietes es duen a terme a la selva i les persones anomenades "dietistes" es mantenen aïllades sota la supervisió de curanderos o mestres d'herbes.Durant aquest període, el "dietador" ingereix preparats herbacis medicinals, que poden consistir en una o més plantes, segons el perfil del dietador i la durada de la dieta.

## Dietes tancades
Les dietes de plantes mestres amazòniques també s'anomenen "dietes tancades" quan s'estableixen restriccions més severes, en contraposició a les "dietes en contenció" o "dietes obertes", que presenten restriccions més lleugeres.

#### Restriccions en les dietes de plantes mestres amazòniques
Dins del marc cultural i espiritual dels mestres i curanderos de les plantes amazòniques, aquestes dietes han d'adherir-se a restriccions molt estrictes, que inclouen:
1. Abstinència sexual completa: Durant el període de dieta, estan prohibides les relacions sexuals, i l’especialista es manté aïllat de persones externes. Només el remeier visita el "dietador" per proporcionar alimentació i seguiment.[7]
2. Restriccions alimentoses: La dieta es basa en arròs amb plàtan bullit sense sal. L'absència de sal és crucial, ja que potencia els efectes de les plantes. Es prohibeix el consum de carn, peix, pollastre, condiments picants, olis i aliments dolços.[7]
3. Restriccions olfactòries: No es permet l'ús de perfums, colònies, sabons ni pasta de dents que puguin interferir amb els sentits olfactoris del dietador, ja que això podria desencadenar el que es coneix com a "creuadera", un conflicte energètic no desitjat durant les dietes de plantes.[7][9][6][10][6][10]
4. Restriccions auditives i visuals: Usualment, es prohibeix l'ús de dispositius de reproducció de música, encara que alguns remeiers permeten la lectura de llibres específics per a alleujar la solitud del retir.
5. Altres restriccions: El consum de cigarrets, drogues o medicaments no és compatible amb el procés de les dietes de plantes amazòniques.[7]